# Saprosma chevalieri
Saprosma chevalieri är en måreväxtart som beskrevs av Charles-Joseph Marie Pitard. Saprosma chevalieri ingår i släktet Saprosma och familjen måreväxter.
Artens utbredningsområde är Vietnam. Inga underarter finns listade i Catalogue of Life.